# Тирса деревна

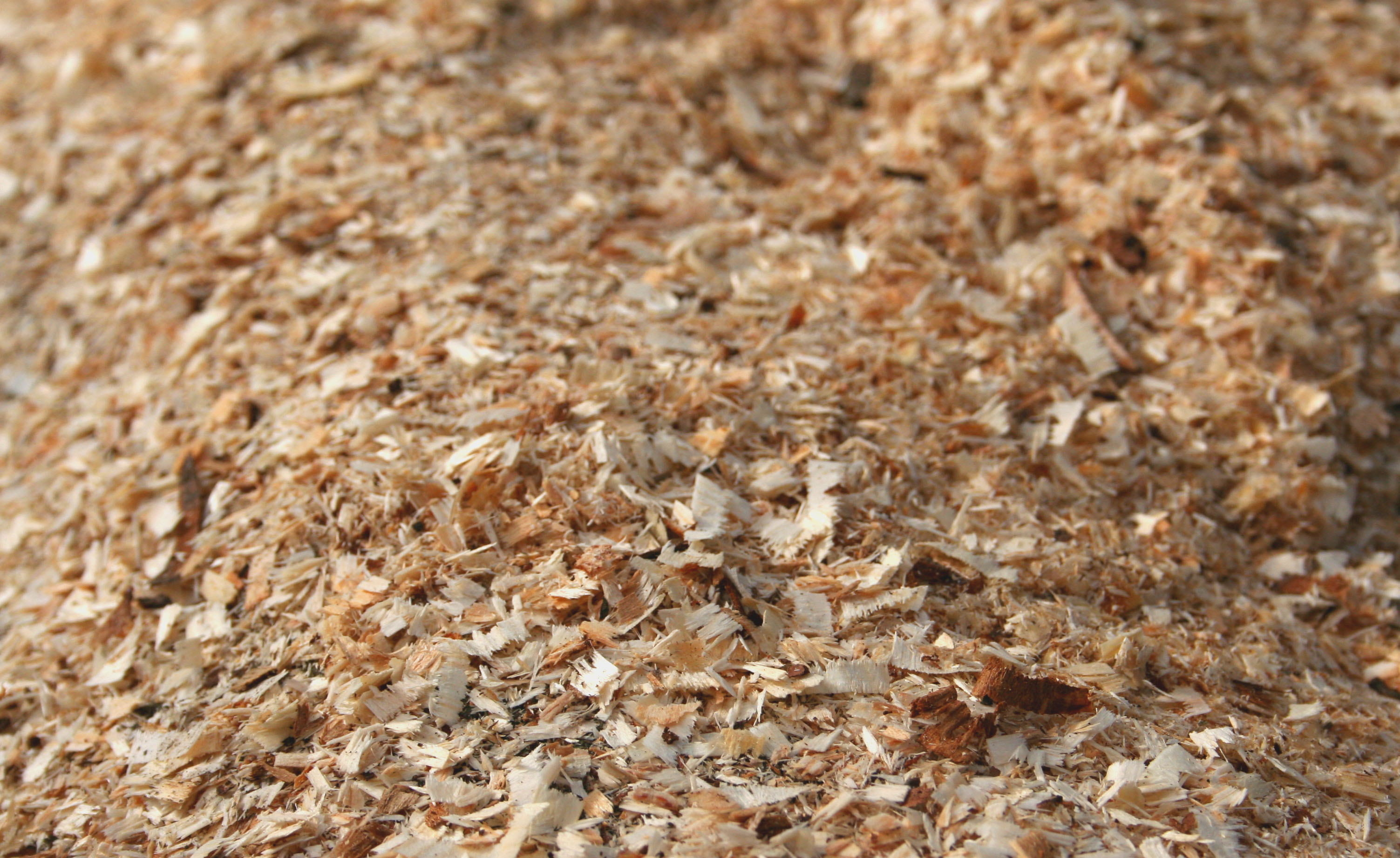
Тирса

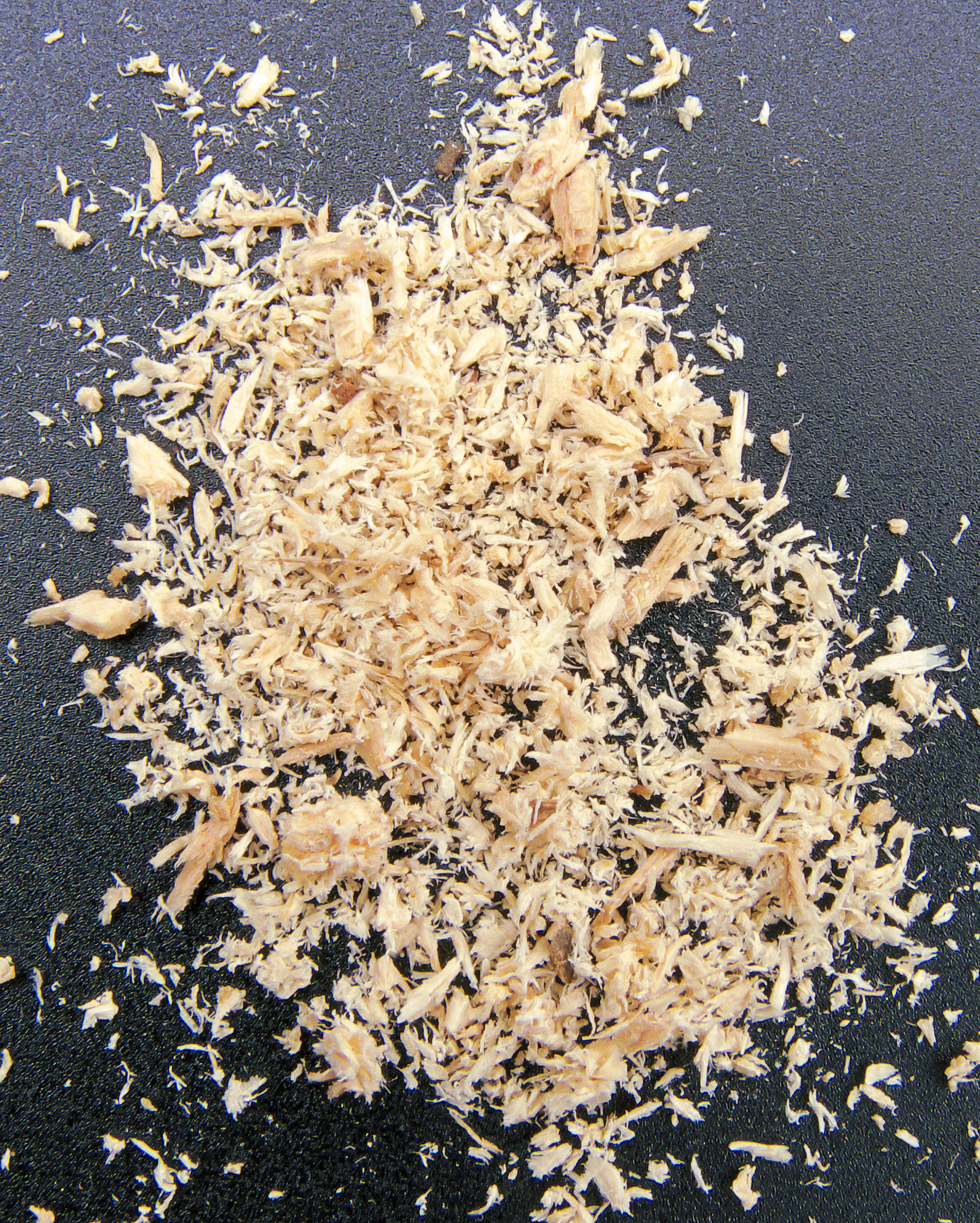
Тирса.

Ти́рса (за походженням слово пов'язане з терти), діал. три́на — подрібнена деревина: дрібні частинки деревини, що осипаються під час різання її пилкою.
Тирса — відходи деревообробної промисловості. Застосовуються як паливо та для виробництва паливних гранул, виготовлення пресованих промислових виробів, для підстилки тваринам (іноді — у суміші з торфом, соломою) та ін.
На 70 % складаються з целюлози і геміцелюлози і 27 % лігніну.
Баланс хімічних речовин: 50 % вуглець, 6 % водень, 44 % кисень, 0,1 % азот.
Фізико-механічні властивості тирси
| Тирса деревна | Насипна густина, кг/м3 | Вологість,% | Характерні розміри частинок, мм | Коефіцієнт парусності |
| ------------- | ---------------------- | ----------- | ------------------------------- | --------------------- |
| сухі          | 220-420                | 8-15        | до 50                           | 0,13-0,8              |
| вологі        | 320-580                | більше 15   | >>                              | немає даних           |

На основі деревної тирси створено матеріал пайкрит — заморожена суміш тирси та води, яка у 4 рази міцніша льоду, при цьому тане набагато повільніше.
Суміш тирси з рідким киснем — вибухова речовина, відома під назвою оксиліквіт.